# Communauté d’agglomération du Bassin d’Aurillac
Die Communauté d’agglomération du Bassin d’Aurillac (CABA) ist ein französischer Gemeindeverband mit der Rechtsform einer Communauté d’agglomération im Département Cantal in der Region Auvergne-Rhône-Alpes. Er wurde am 22. November 1999 gegründet und umfasst 25 Gemeinden. Der Verwaltungssitz befindet sich im Ort Aurillac.

## Mitgliedsgemeinden
| Gemeinde                                        | Einwohner 1. Januar 2022 | Fläche km² | Dichte Einw./km² | Code INSEE | Postleitzahl |
| ----------------------------------------------- | ------------------------ | ---------- | ---------------- | ---------- | ------------ |
| Arpajon-sur-Cère                                | 6.363                    | 47,67      | 133              | 15012      | 15130        |
| Aurillac                                        | 26.189                   | 28,76      | 911              | 15014      | 15000        |
| Ayrens                                          | 618                      | 25,50      | 24               | 15016      | 15250        |
| Crandelles                                      | 870                      | 12,46      | 70               | 15056      | 15250        |
| Carlat                                          | 390                      | 20,88      | 19               | 15028      | 15130        |
| Giou-de-Mamou                                   | 736                      | 14,23      | 52               | 15074      | 15130        |
| Jussac                                          | 2.040                    | 18,43      | 111              | 15083      | 15250        |
| Labrousse                                       | 480                      | 19,86      | 24               | 15085      | 15130        |
| Lacapelle-Viescamp                              | 520                      | 15,62      | 33               | 15088      | 15150        |
| Laroquevieille                                  | 349                      | 15,68      | 22               | 15095      | 15250        |
| Lascelle                                        | 266                      | 19,10      | 14               | 15096      | 15590        |
| Mandailles-Saint-Julien                         | 174                      | 35,37      | 5                | 15113      | 15590        |
| Marmanhac                                       | 686                      | 24,24      | 28               | 15118      | 15250        |
| Naucelles                                       | 2.164                    | 11,69      | 185              | 15140      | 15250        |
| Reilhac                                         | 1.094                    | 8,89       | 123              | 15160      | 15250        |
| Saint-Cirgues-de-Jordanne                       | 139                      | 16,24      | 9                | 15178      | 15590        |
| Saint-Paul-des-Landes                           | 1.538                    | 19,00      | 81               | 15204      | 15250        |
| Saint-Simon                                     | 1.142                    | 27,27      | 42               | 15215      | 15130        |
| Sansac-de-Marmiesse                             | 1.388                    | 14,35      | 97               | 15221      | 15130        |
| Teissières-de-Cornet                            | 322                      | 9,32       | 35               | 15233      | 15250        |
| Velzic                                          | 402                      | 11,26      | 36               | 15252      | 15590        |
| Vézac                                           | 1.314                    | 15,02      | 87               | 15255      | 15130        |
| Vezels-Roussy                                   | 131                      | 12,87      | 10               | 15257      | 15130        |
| Yolet                                           | 595                      | 9,82       | 61               | 15266      | 15130        |
| Ytrac                                           | 4.316                    | 38,37      | 112              | 15267      | 15130        |
| Communauté d’agglomération du Bassin d’Aurillac | 54.226                   | 491,90     | 110              | –          | –            |